# Антохешть
Антохешть, Антохешті (рум. Antohești) — село у повіті Бакеу в Румунії. Входить до складу комуни Ізвору-Берхечулуй.
Село розташоване на відстані 251 км на північ від Бухареста, 24 км на схід від Бакеу, 71 км на південь від Ясс, 139 км на північний захід від Галаца.

## Населення
За даними перепису населення 2002 року у селі проживали 265 осіб, усі — румуни. Усі жителі села рідною мовою назвали румунську.